# Lindenplaats (Blokker)
De Lindenplaats is een rijksmonumentale stolpboerderij, van het West-Friese type, in de Noord-Hollandse plaats Blokker. Voor de stolp is een lange "staart" gebouwd. In dat gedeelte bevond zich van origine de woning. In de stolp bevonden zich van origine achter de darsdeuren de stallen en de hooizolder.

## Geschiedenis
Wanneer de boerderij is gebouwd, is niet met zekerheid te stellen. In het Ondertrouw- en Trouwboek Gerecht van Westwoud is opgenomen dat op 26 september 1756 Jan Dudingh en Caatje Hendricks Grobbe (woonachtig te Blokker 13) zijn getrouwd. In de transport-registers (1677-1811) staat in de sectie 1640-1755 dat Hendrik Grobbe huizen en land aankocht. Mogelijk was een van de huizen de Lindenplaats. In het geval dat Grobbe de dochter was van Hendrik Grobbe, dan zou de boerderij over zijn gegaan naar Dudingh. Hendrik Grobbe was meester-chirurgijn en Duding was arts. Duding was mogelijk in dienst bij zijn schoonvader.

## Exterieur
De stolp is een zogenaamde West-Friese stolpboerderij, waarvan de darsdeuren aan de voorkant zijn geplaatst. Boven de darsdeuren is een decoratieve schulprand geplaatst. In een van de deuren is een zogenaamd mandeurtje geplaatst. Een deel van de zijgevels is van hout.
Aan de voorzijde van de stolp is een grote, witgepleisterde, staart gebouwd. Alle vensters in de staart zijn uitgevoerd als twaalfruitsvensters. De voorgevel is symmetrisch van opzet, met in het midden een pronkdeur.

### Rouw- en trouwdeur
De in het midden van de voorgevel geplaatste deur wordt ook wel een zogenaamde rouw- en trouwdeur genoemd. De deur is er vermoedelijk omstreeks 1750 geplaatst. Stenvert stelt echter dat de boerderij omstreeks 1760 gebouwd is. Achter de buitendeur, bevindt zich een aparte binnendeur. De twee deuren kunnen alleen naar buiten geopend worden.
In de buitendeur zijn twee neoclassicistische ijzeren panelen aangebracht. In het linkerpaneel staat een vrouw met kind op de arm, in het rechter een vrouw met een slang. De beide vrouwen zijn in Griekse gewaden gekleed. De vrouw met kind wordt omschreven als Maria met Kind, maar ook als Eirene met Ploutos. In het geval het gaat om Eirene en Ploutos, dan symboliseren zij de landbouw. Ploutos symboliseert door zijn afkomst de rijkdom die de nieuwe oogst zal brengen.
De rechter vrouw wordt zowel omschreven als Eva met de slang, als Hygiea. In het geval het gaat om Hygiea, dan symboliseert zij de geneeskunde, doordat zij het gif van de slang opvangt in een napje.

## Interieur
In de staart bevindt zich nog altijd de woonkamer. In de woonkamer bevindt zich een sierschouw.
In de stolp, achter de darsdeuren bevindt zich nog de oude koegang. In deze koegang bevinden zich drie bedstedes